# Ardi Gasna
De Ardi Gasna of Ardi Gazta is een Franse kaas, een halfharde kaas afkomstig uit Frans-Baskenland en het hoger gelegen deel van Béarn. Het herkomstgebied beslaat het Frans Baskenland, met name het departement Pyrénées-Atlantiques (Aquitanië). De naam is afgeleid van de Baskische woorden voor schaap (ardi) en voor kaas (gasna/gazta).
De kaas wordt gemaakt van schapenmelk, afkomstig van schapen van de rassen Basco-Béarnaise of Manech. Het zijn schapen met een vuilwitte wol, maar met een prachtige zwarte (of donkerbruine) kop en zwarte poten. In de maanden juni tot en met september zijn de herders met deze schapen hoog in de bergen. De herders overnachten daar nog altijd in de cujolas (stenen hutten). De schapen worden daar gemolken, de melk wordt ter plekke tot kaas verwerkt. Dit is de meest bijzondere kaas, de kaas die een fromage estive heet, de kaas gemaakt in de bergen, waar de uitbundige bergvegetatie in terugkomt, en die nooit constant van kwaliteit zal zijn als een fabriekskaas en die altijd weer zal kunnen verrassen.
De melk wordt warm verwerkt, de wrongel ontstaat na toevoeging van de kalfsleb. De wrongel wordt gesneden en opnieuw verwarmd om de wei weg te laten lopen. De wrongel wordt in een vorm gedaan, geperst en afgegoten. Vervolgens wordt de kaas met grof zout gezouten. De rijping vindt plaats in een vochtige atmosfeer gedurende meerdere maanden. Na vijf maanden krijgt de kaas een pikante notensmaak mee van de vormen. De kaas wordt het hele jaar door geproduceerd, maar de kazen uit de zomer zijn het meest bijzonder van smaak, zeker wanneer ze het keurmerk montagne mogen dragen, ofwel wanneer ze in de bergen gemaakt zijn.
De kaas is ivoorwit van binnen, en heeft een geel-oranje uiterlijk. De kaasmassa is stevig.
Traditioneel wordt in Baskenland de pittige, gerijpte kaas gegeten met jam van zwarte kersen.
Wijnadvies: Irouléguy, Madiran of Margaux